# Zanjã (província)
Zanjã (português brasileiro) ou Zanjão (português europeu) (em persa: زنجان; romaniz.: Zanjān) é uma província do Irã sediada em Zanjã. Tem 21 773 quilômetros quadrados e segundo censo de 2019, havia 1 095 000 residentes. Se divide em oito condados.